# 카나니
카나니(Kanaani)는 원래 이스라엘 출신의 고양이 품종으로 실험 품종 지위를 갖고 있다. 이스라엘의 야생 고양이를 기반으로 길러졌다. 이 야생 고양이들과 표현형이 유사하다고 알려진 집고양이이다.
카나니는 베이지색에서 갈색에 이르기까지 다양한 색상과, 검은색 줄무늬 또는 반점(타비 색상)을 포함해야 한다.
이 품종은 2000년에 이스라엘에서 발견되었고 2008년에 세계 고양이 연맹(WCF)에 공식적으로 등록되었다. 그것은 이스라엘에서 만들어진 최초의 국가 고양이 품종이다. 이 이름은 가나안 지방에서 유래되었는데, 가나안 지방은 현재 이스라엘, 팔레스타인, 레바논이 있는 중동 지방 및 다른 나라의 영토의 일부였다.